# فیفیلد (اجتماع)، تگزاس
فیفیلد (به انگلیسی: Fifield) یک منطقهٔ مسکونی در ایالات متحده آمریکا است که در شهرستان پرایس، ویسکانسین واقع شده‌است. فیفیلد ۴۵۳٫۸۵ متر بالاتر از سطح دریا واقع شده‌است.